# Силюкалнская волость
Силюкалнская волость (латыш. Sīļukalna pagasts) — одна из пятнадцати территориальных единиц Прейльского края Латвии. Находится в северо-западной части края. Граничит с Галенской, Саунской и Стабулниекской волостями своего края, Рудзатской волостью Ливанского края, Аташиенской волостью Екабпилсского края, Вараклянской волостью Вараклянского края, а также с Декшарской и Вилянской волостями Резекненского края.
Крупнейшими населёнными пунктами волости являются сёла: Силюкалнс (волостной центр), Сондори, Капениеки, Ополие, Спрукстини, Брокас, Упениеки, Грозу Бернани, Стикани, Тейлани.
По территории волости протекают реки Малмута и Лечия.

## История
В 1945 году в Галенской волости Резекненского уезда был создан Упениекский сельский совет. После отмены в 1949 году волостного деления он входил в состав Резекненского и Прейльского районов.
В 1954 году к Силаянскому сельсовету была присоединена территория ликвидированного Стиканского сельсовета. В 1962 году территория колхоза им. Кирова Упениекского сельсовета была присоединена к Галенскому сельсовету. В 1963 году к Упениекскому сельсовету была присоединена территория колхоза «Пирмайс майс» Стирниенского сельсовета. В 1965 — колхоза «Пирмайс майс» Рудзетского сельсовета.
В 1990 году Упениекский сельсовет был реорганизован в волость. В 1992 году Упениекская волость была переименована в Силюкалнскую волость. В 2004 году Силюкалнская волость, вместе с пятью другими волостями Прейльского района, вошла в состав новообразованного Риебинского края.
В 2021 году в результате новой административно-территориальной реформы Риебинский край был упразднён, Силюкалнская волость вошла в состав Прейльского края.